# Rakaia florensis
Espèce
Synonymes
- Neopurcellia florensis Forster, 1948

Rakaia florensis est une espèce d'opilions cyphophthalmes de la famille des Pettalidae.

## Distribution
Cette espèce est endémique de la région de Nelson en Nouvelle-Zélande. Elle se rencontre vers Flora Camp.

## Description
Le mâle holotype mesure 2,87 mm et la femelle paratype 3,25 mm.

## Systématique et taxinomie
Cette espèce a été décrite sous le protonyme Neopurcellia florensis par Forster en 1948. Elle est placée dans le genre Rakaia par Boyer et Giribet en 2007.

## Étymologie
Son nom d'espèce, composé de flor[a] et du suffixe latin -ensis, « qui vit dans, qui habite », lui a été donné en référence au lieu de sa découverte, Flora Camp.

## Publication originale
- Forster, 1948 : « The sub-order Cyphophthalmi Simon in New Zealand. » Dominion Museum Records in Entomology, vol. 1, no 7, p. 79–119.